# Endoxyla nebulosus
Endoxyla nebulosus is een vlinder uit de familie van de Houtboorders (Cossidae). De wetenschappelijke naam van deze soort is voor het eerst voorgesteld als Cossus nebulosus door Edward Donovan in een publicatie uit 1805.
De soort komt voor in Australië.